# Plage des Brisants
La plage des Brisants est une plage de l'île de La Réunion, département d'outre-mer français dans le sud-ouest de l'océan Indien. Elle s'étend entre le port de Saint-Gilles et la plage de l'Ermitage à Saint-Gilles les Bains, sur le territoire de la commune de Saint-Paul. Il s'agit d'un spot de surf réputé ainsi qu'un lieu de pratique réputé pour le beach-tennis.
La plage des Brisants est le théâtre d'une attaque de requin le 8 mai 2013. La victime, un bodyboardeur métropolitain en voyage de noces, est mortellement blessée. 